# 435728 Yunlin
435728 Yunlin este o planetă minoră (asteroid) din centura de asteroizi. A fost descoperită pe 22 octombrie 2008 la Lulin Observatory⁠(d) de Ye Quanzhi⁠(d). 
Obiectul prezintă o orbită caracterizată de o semiaxă mare de 2,6250809380835 UAi, o excentricitate de 0,27, o înclinație de 13,8 ° în raport cu ecliptica.